# 苫小牧港
苫小牧港（とまこまいこう）は、北海道苫小牧市から勇払郡厚真町にかけてある港湾。港湾法上の「国際拠点港湾」、港則法上の「特定港」であり、日本国内に8ヵ所ある「中核国際港湾」の1つに指定されている。港湾管理者（ポート・オーソリティ）は、北海道と苫小牧市によって設立した特別地方公共団体（一部事務組合）「苫小牧港管理組合」である。

## 概要
苫小牧港は、1963年（昭和38年）に第1船が入港した世界初の内陸掘込式港湾である西港区と、1980年（昭和55年）に第1船が入港した「苫小牧東部開発計画」による東港区からなる港であり、新千歳空港まで車で約30分、札幌市までトラックや鉄道による移動の1時間圏内に位置しており、高速道路などの交通網によって北海道全域をカバーしている。
北海道内の港湾取扱貨物量の約50 %を占めているほか（平成25年）、全国でも第4位の港湾取扱貨物量になっている（令和3年）。また、内航取扱貨物量において全国第1位の取扱量になっているなど、北日本で最大の国際貿易港になっている。
「苫小牧港大規模掘込港湾施設」として「土木学会選奨土木遺産」に選定されている。

## 港湾施設

### 西港区
北緯42度37分42秒 東経141度37分38秒
本港地区
- 公共埠頭
  - 南ふ頭
    - 1号岸壁
    - 2号岸壁
    - 3号岸壁

  - 西ふ頭
    - 1号岸壁
    - 2号岸壁
    - 3号岸壁

  - 北ふ頭
    - 1号岸壁
    - 2号岸壁
    - 3号岸壁
    - 4号岸壁

  - 東ふ頭
    - 3号岸壁
    - 4号岸壁
    - 5号岸壁
    - 6号岸壁

  - 入船ふ頭
    - 入船ふ頭岸壁
- 専用施設
  - 開発フェリー埠頭岸壁

真古舞地区
- 公共埠頭
  - 晴海ふ頭
    - 1号岸壁
    - 2号岸壁
    - 3号岸壁

  - 中央北ふ頭
    - 1号岸壁
    - 1号東岸壁
    - 2号岸壁
    - 3号岸壁
    - 4号岸壁

  - 中央南ふ頭
    - 1号岸壁
    - 2号岸壁
    - 3号岸壁
    - 西岸壁
- 専用施設
  - 日軽金中央埠頭岸壁
  - 苫小牧埠頭晴海岸壁
  - 王子製紙晴海埠頭岸壁
  - 苫小牧埠頭専用岸壁
  - 苫小牧埠頭専用桟橋
  - 東西オイルターミナル・苫小牧埠頭共同桟橋
  - ジャパンオイルネットワーク・東西オイルターミナル共同桟橋
  - 出光西桟橋
  - 出光専用桟橋
  - 苫小牧火力埠頭荷揚岸壁
  - 苫小牧火力埠頭揚油桟橋
  - ホクレン苫小牧石油貯蔵施設受入桟橋

勇払地区
- 公共埠頭
  - 勇払ふ頭
    - 1号岸壁
    - 2号岸壁
    - 3号岸壁
    - 4号岸壁
    - 5号岸壁
    - 6号岸壁
- 専用施設
  - 日の出電気化学ふ頭岸壁
  - 苫小牧ソーダグループ共同岸壁
  - 新酸素化学岸壁
  - 石油資源開発岸壁
  - 丸一鋼管岸壁
  - 苫小牧ケミカル専用岸壁

汐見地区
- 専用施設
  - 王子重油バース

外港地区
- 専用施設
  - 出光シーバース

### 東港区
北緯42度35分45秒 東経141度47分37秒
弁天地区
- 公共埠頭
  - 中央ふ頭
    - 2号岸壁
    - 3号岸壁

浜厚真地区
- 公共埠頭
  - 周文ふ頭
    - 2号岸壁
- 専用施設
  - 苫東埠頭岸壁
  - 苫東埠頭1号ドルフィン
  - 北電バース

外港地区
- 専用施設
  - 共備ドルフィン

### みなとの公園・海岸
- 入船公園
- 港公園
  - 港園亭 〜港公園バーベキュー施設
- キラキラ公園（北ふ頭緑地）[15]
- 南3号公園
- ふるさと海岸

## 定期航路

### 外航定期航路
「外航定航船就航状況一覧」参照
北米
- ナラサキスタックス
  - バンクーバー港—タコマ港—苫小牧港—釜山港—博多港—大阪港—名古屋港—清水港—東京港—タコマ港—バンクーバー港

韓国
- ノーススタートランスポート
  - 苫小牧港—新潟港—釜山港
- 北海運輸
  - 釜山港—仙台港—八戸港—苫小牧港—釜山港—釜山新港

中国・韓国
- 北海運輸・苫小牧埠頭
  - 釜山港—新潟港—秋田港—苫小牧港—釜山港—釜山新港—蔚山港—上海港
- 栗林商会
  - 釜山港—釜山新港—新潟港—苫小牧港—八戸港—仙台港—常陸那珂港—釜山新港—釜山港—蔚山港—光陽港—上海港—寧波港—釜山港
  - 釜山港—釜山新港—新潟港—函館港（3週に1回スキップ）—苫小牧港—釧路港—八戸港—仙台港—常陸那珂港—北九州港—釜山新港—釜山港—蔚山港—光陽港—大連港—青島港—釜山港
- ナラサキスタックス・日本通運
  - 釜山港—釜山新港—石狩湾新港—苫小牧港—釜山港—釜山新港—光陽港—連雲港—青島港
  - 釜山港—釜山新港—石狩湾新港—苫小牧港—室蘭港（隔週）—釜山港—釜山新港—光陽港—天津新港

### 内航定期航路
「内航定航船就航状況一覧」参照
常陸那珂
- 川崎近海汽船[18]・近海郵船[19]共同運航[20]
  - 苫小牧港—常陸那珂港（2001年7月開設[21]、1日2便・日曜日休航[18][19]）

京浜
- 苫小牧埠頭
  - 苫小牧港—京浜

東京
- 日本通運
  - 苫小牧港—東京港
- 栗林商会
  - 苫小牧港—東京港
- 苫小牧栗林運輸
  - 苫小牧港—東京港

川崎
- 日本通運
  - 苫小牧港—（八戸港）—川崎港—追浜—（川崎港）—仙台港—苫小牧港

横浜
- ナラサキスタックス
  - 苫小牧港—横浜港
- 苫小牧埠頭
  - 苫小牧港—室蘭港—八戸港—宮古港—仙台港—常陸那珂港—横浜港—苫小牧港

名古屋
- フジトランスコーポレーション
  - 苫小牧港—仙台港—名古屋港—仙台港—苫小牧港
  - 苫小牧港—八戸港—名古屋港—仙台港—苫小牧港
- 北海運輸
  - 苫小牧港—釧路港—仙台港—東京港—名古屋港—東京港—仙台港—苫小牧港

敦賀
- ナラサキスタックス
  - 苫小牧港—敦賀港

大阪
- 栗林商会
  - 苫小牧港—釧路港—仙台港—東京港—大阪港—東京港—仙台港—苫小牧港
  - 苫小牧港—釧路港—仙台港—東京港—大阪港—名古屋港—仙台港—苫小牧港
- 日本通運
  - 苫小牧港—釧路港—東京港—大阪港—東京港—苫小牧港

### フェリー航路

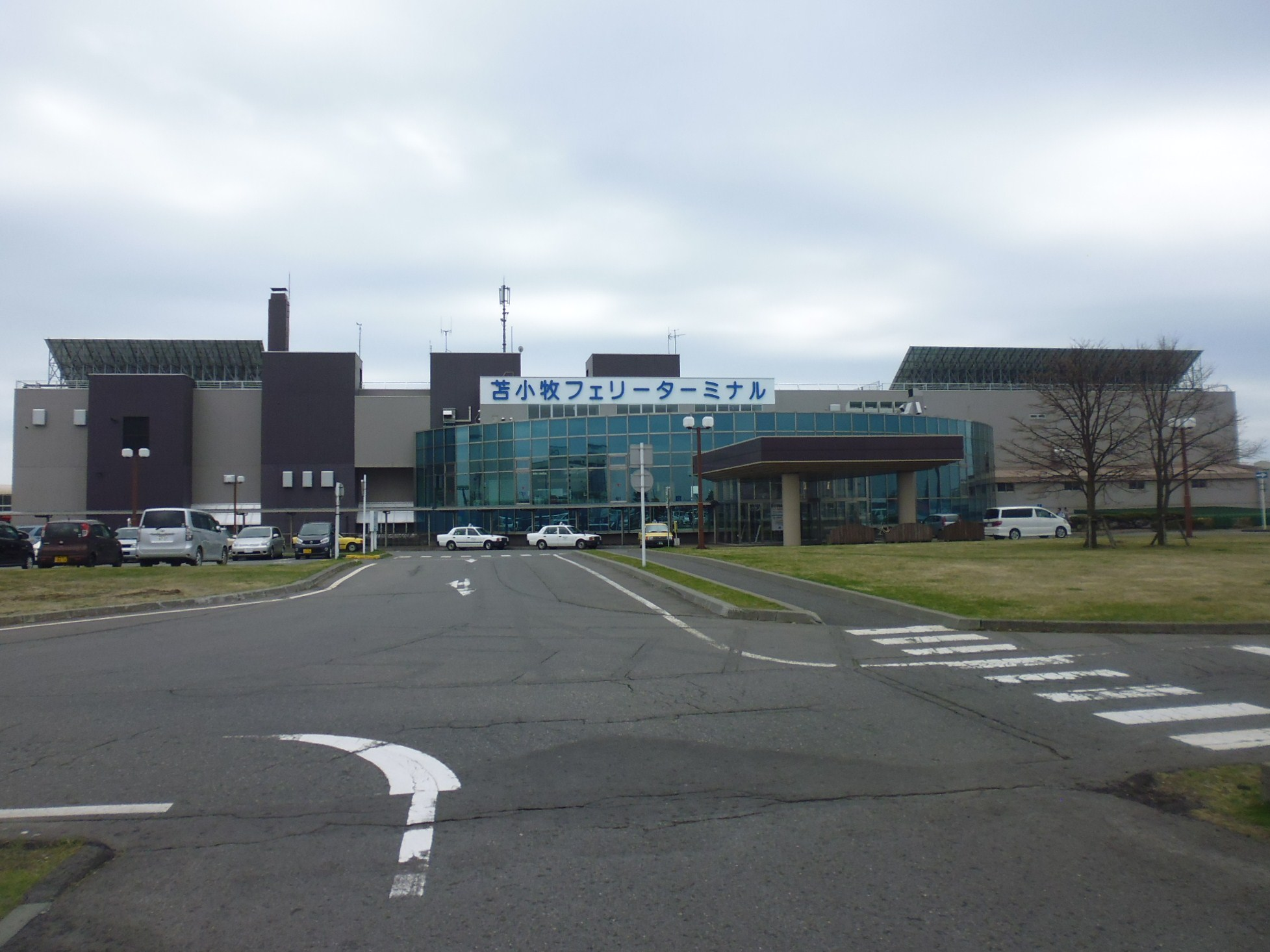
苫小牧西港フェリーターミナル（2017年5月）

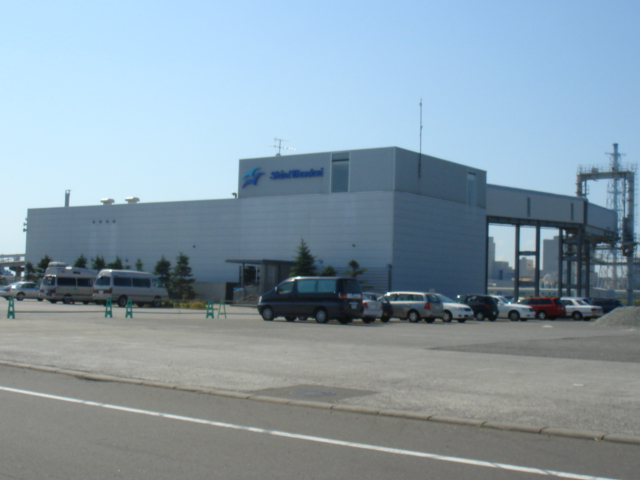
苫小牧東港周文フェリーターミナル（2007年9月）

「定期フェリー一覧」参照

#### 苫小牧西港フェリーターミナル
八戸
- 川崎近海汽船
  - 苫小牧港—八戸港

仙台
- 太平洋フェリー
  - 苫小牧港—仙台港

大洗
- 商船三井さんふらわあ
  - 苫小牧港—大洗港

仙台・名古屋
- 太平洋フェリー
  - 苫小牧港—仙台港—名古屋港

#### 苫小牧東港周文フェリーターミナル
秋田・新潟
- 新日本海フェリー
  - 苫小牧港—秋田港—新潟港

秋田・新潟・敦賀
- 新日本海フェリー
  - 苫小牧港—秋田港—新潟港—敦賀港

敦賀
- 新日本海フェリー
  - 苫小牧港—敦賀港

## 官公署
- 札幌出入国在留管理局千歳苫小牧出張所苫小牧分室
- 函館税関苫小牧税関支署
- 小樽検疫所苫小牧出張所
- 横浜植物防疫所札幌支所室蘭・苫小牧出張所
- 動物検疫所北海道・東北支所胆振分室
- 北海道開発局室蘭開発建設部苫小牧港湾事務所
- 北海道運輸局室蘭運輸支局苫小牧海事事務所
- 第一管区海上保安本部室蘭海上保安部苫小牧海上保安署

## 沿革

### 開港までの経緯
苫小牧周辺の漁業は「樽前浜」と呼ばれ、江戸時代末から明治時代当初、イワシの地引き網と金肥の魚粕（〆粕）づくりで賑わっていたが、明治時代の末になると漁が衰え、沖合い漁を望む声が高まった。そこで、漁業権を持っていた今井寅之助は1918年（大正7年）に私財を投げ打って勇払川河口に漁港築港を試みた。これが苫小牧の港造りの先駆けとなった。その後、苫小牧町や漁家の永井勇三郎が漁港造りを試みたが、いずれも打ち寄せる波と潮の流れで水路が砂に埋もれてしまった。1923年（大正12年）に苫小牧町は初めて政府や国会へ勇払原野の開発と苫小牧港開発を陳情した。1924年（大正13年）には当時の留萌築港事務所長であった林千秋が、北海道庁で発行していた『港湾持論』の中で「勇払築港論」を発表した。1935年（昭和10年）に試験突堤を造り、1939年（昭和14年）には北海道庁も本格調査に乗り出すなど、築港への動きが進んでいった。
戦後、1949年（昭和24年）に衆議院議員に当選した篠田弘作が国会で勇払原野の開拓と工業港築設の必要性を訴えた。岩倉巻次の支援もあり、1935年に着工したまま波に洗われていた試験突堤が港湾調査規則上の「港湾」として認められた。1950年（昭和25年）には防波堤を築く試験工事が行われ、国の昭和26年度予算でついに苫小牧港築港のための予算が計上された。当初は、石狩炭田で採掘した石炭を本州に向けて積み出す拠点港として整備した。これは、産炭地から海までの距離が短く、室蘭港と比べて貨物輸送の運賃が安い優位性があったからである。

### 年表
「苫小牧港の歴史」参照
- 1931年（昭和06年）：「苫小牧漁港速成同盟会」発足[26]。
- 1935年（昭和10年）：苫小牧漁港試験工事着手[26]。
- 1949年（昭和24年）：統計法による「調査指定港湾」となる。
- 1951年（昭和26年）：苫小牧港起工式[26]。
- 1953年（昭和28年）：苫小牧市が港湾管理者となる[26]。
- 1954年（昭和29年）：アイソトープ投入による漂砂追跡試験開始[26]。
- 1960年（昭和35年）：内陸堀込開始[26]。
- 1963年（昭和38年）：港湾法による「重要港湾」指定。第1船入港。
- 1965年（昭和40年）：苫小牧灯台完成。石炭積み出し岸壁に第1船入港[27]。「苫小牧港管理組合」発足し、港湾管理者となる。貨物定期航路開設。
- 1966年（昭和41年）：関税法による「開港」指定[28]、漁港区一部供用開始（1968年全面供用）[29]。
- 1967年（昭和42年）：植物防疫法による「木材輸入特定港」指定。石油配分基地供用開始。検疫法による「検疫港」指定。
- 1968年（昭和43年）：苫小牧港開発株式会社線開業（1998年運転終了、2001年廃止）[30]。
- 1969年（昭和44年）：内航コンテナ船初入港[31]。
- 1970年（昭和45年）：植物防疫法による「穀類輸入特定港」指定。
- 1972年（昭和47年）：カーフェリー就航（太平洋航路）[32]。植物防疫法による「木材輸入特定港」指定[26]。
- 1973年（昭和48年）：検疫法による「無線検疫港」指定。
- 1974年（昭和49年）：国際コンテナ船初入港[33]。
- 1975年（昭和50年）：厚真漁業協同組合（現・鵡川漁業協同組合厚真支所）が苫小牧東港着工に同意[34]。苫小牧港の港湾取扱貨物量が初めて北海道内で1位となる。
- 1976年（昭和50年）：東港区着工[35]。
- 1977年（昭和52年）：東港区防波堤着工[36]。
- 1978年（昭和53年）：パルプ運搬船の定期航路開設をきっかけとしてネーピア港（ニュージーランド）と「姉妹港」提携を締結。 [37]
- 1979年（昭和54年）：苫小牧港の年間貿易額が北海道内で初めて1位となる[38]。
- 1980年（昭和55年）：東港区に第1船入港[39][40]。
- 1981年（昭和56年）：港湾法による「特定重要港湾」指定。
- 1985年（昭和60年）：秦皇島港（中華人民共和国）と「友好港」締結。
- 1988年（昭和63年）：東南アジア定期コンテナ船航路開設[41]。北米定期コンテナ船航路開設[42]。
- 1989年（平成元年）：外国貿易船1万隻目入港。
- 1991年（平成03年）：韓国定期コンテナ航路開設。札幌入国管理局千歳苫小牧出張所開設。函館検疫所苫小牧出張所が小樽検疫所苫小牧支所（現在の小樽検疫所苫小牧出張所）となる。
- 1992年（平成04年）：「指定検疫物（骨粉等）輸入港」指定。
- 1995年（平成07年）：「指定検疫物（動物等）輸入港」指定[26]。農林水産省動物検疫所北海道出張所胆振分室開設（所在地は厚真町）[26]。「外国産食糧輸入港（米）」指定。
- 1996年（平成08年）：中国定期コンテナ航路開設[43]。
- 1997年（平成09年）：入船国際コンテナターミナル供用開始[33]。
- 1999年（平成11年）：カーフェリー就航（日本海航路、東港区）[40]。外国貿易船2万隻目入港。「外国産食料輸入港（大麦）」指定。
- 2002年（平成14年）：勇払マリーナ供用開始[44]。室蘭港とともに「総合静脈物流拠点港」（リサイクルポート）指定[45]。中国・韓国定期コンテナ航路開設。
- 2003年（平成15年）：十勝沖地震発生に伴い、出光興産北海道製油所の重油タンクから火災発生。2日後にはナフサタンクからも出火して44時間燃え続けた[46]。これは、日本国内初となるタンク全面火災になった[47]。韓国・タイ定期コンテナ航路開設。取扱貨物量1億トン突破[48]。
- 2005年（平成17年）：東港区中央ふ頭多目的国際ターミナル供用開始。「指定検疫物（肉類）輸入港」指定。
- 2008年（平成20年）：外国貿易船3万隻目入港。東港区へ国際コンテナターミナル移転[33][49]。
- 2011年（平成23年）：港湾法による「国際拠点港湾」指定[26]。「開発埠頭フェリーターミナル」、「北ふ頭緑地」（キラキラ公園）、「漁港地区」エリアが「みなとオアシス」登録[50][51]。
- 2012年（平成24年）：苫小牧港初の耐震強化岸壁（東港中央ふ頭）供用開始。国際コンテナターミナル2連続バース・ガントリークレーン3基体制による荷役開始[33]。
- 2013年（平成25年）：開港50周年[52]。
- 2017年（平成29年）：石狩湾新港とともに「農水産物輸出拠点港湾」指定[53]。
- 2018年（平成30年）：北海道胆振東部地震発生に伴い、液状化の発生や国際コンテナターミナルの荷役が一時不能となったが、地震発生から5日後に仮復旧した[54]。

## 姉妹港・友好港
姉妹港
- ネーピア港（ネーピア）
  - 1978年（昭和53年）盟約[55]

友好港
- 秦皇島港（秦皇島市）
  - 1985年（昭和60年）締結[55]

## 苫小牧港が舞台（ロケ地）となった作品
- 吉田拓郎「落陽」